# 周貴妃 (明世宗)
周贵妃（16世纪？—1540年），名失考。中國古代明朝皇族女性，明世宗朱厚熜之贵妃。
周氏入宫时间、年龄均无考。嘉靖十九年（1540年），周贵妃去世，九月二十六甲寅日，葬貴妃周氏於孝潔皇后陵次。